# 나가이토촌
나가이토촌(長糸村)은 일본 후쿠오카현 이토시마군에 설치되었던 촌이다. 현재의 이토시마시의 일부에 해당한다.

## 역사
- 1889년 4월 1일 - 정촌제 시행으로, 이토군 나가이이혼촌(長飯本村)이 발족.
- 1890년 - 나가이토촌(長糸村)으로 개칭.
- 1896년 2월 26일 - 이토군이 시마군과 합병하여 이토시마군이 발족하여 소속이 바뀜.
- 1955년 1월 1일 - 마에바루정, 라이잔촌과 합병하여 마에바루정을 신설하며 폐지됨.